# Thomas Reineck
Thomas Reineck (* 18. November 1967 in Klausdorf) ist ein ehemaliger deutscher Kanute. Er wurde 1992 und 1996 Olympiasieger im Vierer-Kajak.

## Laufbahn
Thomas Reineck begann 1979 mit dem Kanusport. 1985 gewann er bei den Junioren seine erste Weltmeisterschaftsmedaille, ein Jahr später gewann er seine erste Medaille in der Leistungsklasse. Nachdem er 1987 zwei Weltmeisterschaftsmedaillen gewonnen hatte, trat er 1988 erstmals bei Olympischen Spielen an und belegte mit dem bundesdeutschen Vierer-Kajak den sechsten Platz.
Reineck gehörte zu den westdeutschen Kanuten, die vor und nach der Wiedervereinigung zur deutschen Nationalmannschaft gehörten, er war 1990 bei der letzten deutschen Meisterschaft ohne die DDR-Kanuten und 1991 bei der ersten Gesamtdeutschen Meisterschaft mit den Ex-DDR-Kanuten Deutscher Meister im Einer-Kajak über 500 Meter. Nach 1991 wechselte der gelernte Maschinenschlosser zum Maschinenbaustudium von Berlin ins Ruhrgebiet, wo er fortan für die Kanusport-Gemeinschaft Essen antrat.
1992 und 1996 gewann Reineck die olympische Goldmedaille, daneben gewann er dreizehn Weltmeisterschaftsmedaillen, davon fünf in Gold. Nach 1996 beendete der Diplom-Ingenieur, der in seiner Freizeit an alten Motorrädern herumbastelte, seine Leistungssportkarriere.
Für seine zahlreichen sportlichen Erfolge erhielt er am 23. Juni 1993 das Silberne Lorbeerblatt.

## Sonstiges
Thomas Reineck ist mit der ehemaligen Nationalmannschaftskollegin Monika Reineck verheiratet. Er lebt in Velbert und arbeitet für die Stadtwerke Essen. Seit 2007 ist Reineck Präsident des Kanu-Verbandes Nordrhein-Westfalen.

## Internationale Medaillen

### Olympische Spiele
- 1992: Gold Vierer-Kajak 1000 Meter: Mario von Appen, Oliver Kegel, Thomas Reineck, André Wohllebe
- 1996: Gold Vierer-Kajak 1000 Meter: Thomas Reineck, Olaf Winter, Detlef Hofmann, Mark Zabel

### Weltmeisterschaften
- 1986:Bronze Vierer-Kajak 500 Meter: Gilbert Schneider, Detlef Schmidt, Volker Kreutzer, Thomas Reineck
- 1987:Bronze Vierer-Kajak 500 Meter: Reiner Scholl, Thomas Pfrang, Volker Kreutzer, Thomas Reineck
- 1987:Bronze Vierer-Kajak 10.000 Meter: Gilbert Schneider, Oliver Kegel, Carsten Lömker, Thomas Reineck
- 1991:Gold Vierer-Kajak 500 Meter: Detlef Hofmann, Oliver Kegel, Thomas Reineck, Andre Wohllebe
- 1991:Silber Vierer-Kajak 1000 Meter: Detlef Hofmann, Oliver Kegel, Thomas Reineck, Andre Wohllebe
- 1991:Gold Vierer-Kajak 10.000 Meter: Detlef Hofmann, Oliver Kegel, Thomas Reineck, Andre Wohllebe
- 1993:Silber Vierer-Kajak 500 Meter: Thomas Reineck, Oliver Kegel, Mario von Appen, Andre Wohllebe
- 1993:Gold Vierer-Kajak 1000 Meter: Thomas Reineck, Oliver Kegel, Andre Wohllebe, Mario von Appen
- 1993:Gold Vierer-Kajak 10.000 Meter: Thomas Reineck, Oliver Kegel, Andre Wohllebe, Mario von Appen
- 1994:Bronze Vierer-Kajak 1000 Meter: Thomas Reineck, Detlef Hofmann, Andre Wohllebe, Mario von Appen
- 1995:Bronze Vierer-Kajak 200 Meter: Thomas Reineck, Andre Wohllebe, Jan Günther, Mark Zabel
- 1995:Silber Vierer-Kajak 500 Meter: Detlef Hofmann, Thomas Reineck, Mario von Appen, Mark Zabel
- 1995:Gold Vierer-Kajak 1000 Meter: Detlef Hofmann, Rene Pflugmacher, Thomas Reineck, Mark Zabel